# Opegrapha culmigena
Opegrapha culmigena är en lavart som beskrevs av Libert. Opegrapha culmigena ingår i släktet Opegrapha, och familjen Roccellaceae. Enligt den svenska rödlistan är arten nära hotad i Sverige. Arten förekommer i Götaland, Gotland och Öland. Artens livsmiljö är skogslandskap, jordbrukslandskap.